# Decarthria stephensii
Decarthria stephensii là một loài bọ cánh cứng trong họ Cerambycidae.